# 세진전자
에스제이케이(구,세진전자)는 자동차부품 및 키보드, 리모콘 등을 제조하는 코스닥 상장기업이다. 생산하는 자동차부품은 주로 스위치, 램프, 후방감지기이다.

## 사업
사업부문은 자동차부품사업부와 전자부품사업부, 전력사업부, 그리고 헬스케어사업부로 나뉜다. 자동차부품사업부에서는 스위치, 램프, 후방감지기 등을 생산하고, 전자부품사업부에서는 키보드, 리모콘 등을 생산하고, 전력사업부에서는 무선원격검침기를 생산한다. 단 전력사업부가 차지하는 매출은 미미한 수준이다.
주 납품처는 현대자동차, 르노삼성, 닛산의 1차 업체인 CALSONIC KANSEI 등이다. 세계 최대의 자동차 램프 업체인 일본 KOITO에 DRL UNIT LED MODULE을 공급하고 있기도 하다.
매출구성은 후방감지센서,램프,스위치 등이 81%, 키보드,리모콘 등이 16%, 무선원격검침기 등이 0.02%로 이루어진다.
2017년 2월 사명을 '세진전자'에서 '에스제이케이'로 바꾸고 헬스케어사업 강화를 선언했다.

## 실적
에스제이케이는 2분기 연결기준으로 매출 18억7700만 원, 영업손실 17억4900만 원, 순손실 23억7800만 원을 낸 것으로 잠정집계됐다. 지난해 같은 기간보다 매출은 16.3% 증가했다. 영업손실은 16.4% 개선됐으나 순손실은 353% 늘었다.

## 참고 문헌
1. ↑  [실적발표] 브이원텍, 에스제이케이, 코아스템, 비즈니스포스트 2017.08.10